# Calocheirus gigas
Calocheirus gigas es una especie de arácnido del orden Pseudoscorpionida de la familia Olpiidae.

## Distribución geográfica
Es endémica de Gran Canaria, en las islas Canarias (España).